# Yoshiki Kuroda
Yoshiki Kuroda (黒田慶樹; Kuroda Yoshiki; nascido em 17 de abril de 1965, Tóquio) é um arquiteto e planejador urbano do governo metropolitano de Tóquio.
Yoshiki Kuroda nasceu numa família de classe média, vive atualmente com sua mãe, Sumiko, num apartamento de 45 m² e, como se alega, tem um salário anual de 67.600 mil dólares. Seu pai, que trabalhou para a Toyota Motors Corp., morreu em 1986.
Em 15 de novembro de 2005, Yoshiki casou-se com a Princesa Sayako, que por lei renunciou seu título e deixou a Família Imperial Japonesa, para se casar com um plebeu. Tido como um amigo de longa data do Príncipe Akishino, Kuroda conhecia Sayako desde criança, mas ambos somente se consideraram um ao outro como parceiros potenciais em janeiro de 2003.